# Kistufjall (berg i Island, Austurland, lat 64,84, long -14,06)
Kistufjall är ett berg i republiken Island. Det ligger i regionen Austurland, 400 km öster om huvudstaden Reykjavík. Toppen på Kistufjall är 850 meter över havet.
Trakten runt Kistufjall är nära nog obefolkad, med mindre än två invånare per kvadratkilometer. Närmaste större samhälle är Fáskrúðsfjörður, omkring 10 kilometer norr om Kistufjall. Trakten runt Kistufjall består i huvudsak av gräsmarker.